# Grand Prix Holandii 1984

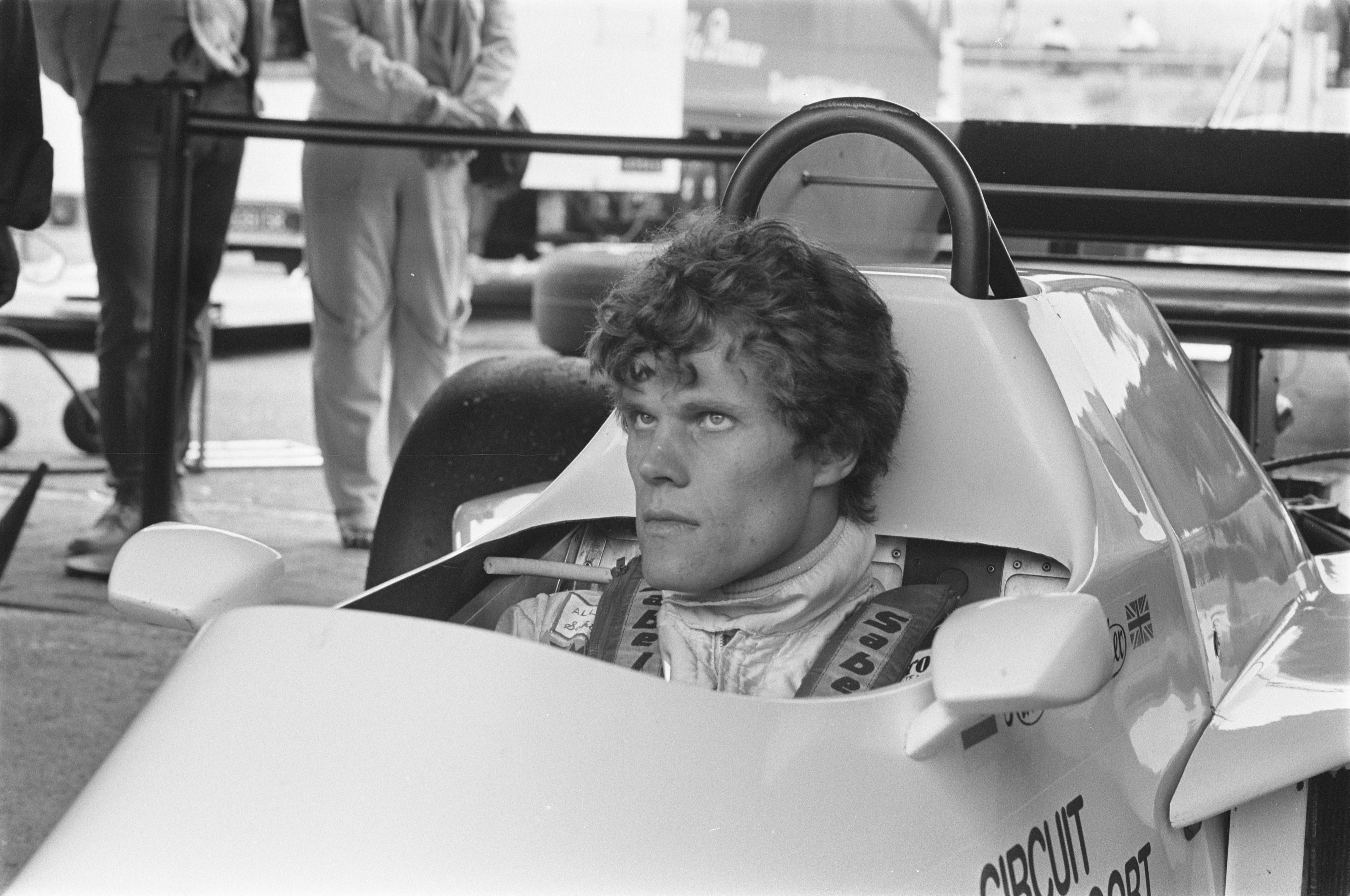
Huub Rothengatter podczas Grand Prix Holandii 1984

Grand Prix Holandii 1984 (oryg. Grote Prijs van Nederland) – 13. runda Mistrzostw Świata Formuły 1 w sezonie 1984, która odbyła się 26 sierpnia 1984, po raz 29. na torze Zandvoort.
31. Grand Prix Holandii, 29. zaliczane do Mistrzostw Świata Formuły 1.

## Klasyfikacja
| Legenda oznaczeń w tabelach wyników Wyświetl szablon na nowej stronie | Legenda oznaczeń w tabelach wyników Wyświetl szablon na nowej stronie                                                                     |
| Oznaczenie                                                            | Wyjaśnienie |
| --------------------------------------------------------------------- | --- |
| Złoty                                                                 | Zwycięzca lub mistrzostwo |
| Srebrny                                                               | 2. miejsce lub wicemistrzostwo |
| Brązowy                                                               | 3. miejsce lub II wicemistrzostwo |
| Zielony                                                               | Ukończył, punktował (w klasyfikacji generalnej, gdy zdobył co najmniej jeden punkt na przestrzeni sezonu, poza trzema powyższymi opcjami) |
| Niebieski                                                             | Ukończył, nie punktował (w klasyfikacji generalnej, gdy nie zdobył co najmniej jednego punktu na przestrzeni sezonu)                      |
| Czerwony                                                              | Nie zakwalifikował się (NZ) |
| Czerwony                                                              | Nie prekwalifikował się (NPK) |
| Różowy                                                                | Nie ukończył (NU) |
| Różowy                                                                | Niesklasyfikowany (NS) (w klasyfikacji generalnej, gdy nie został sklasyfikowany w żadnym wyścigu sezonu)                                 |
| Czarny                                                                | Zdyskwalifikowany (DK) |
| Czarny                                                                | Wykluczony (WYK/EX) |
| Biały                                                                 | Nie wystartował (NW) |
| Biały                                                                 | Kontuzjowany (K/INJ) |
| Biały                                                                 | Wyścig odwołany (OD/C) |
| Bez koloru                                                            | Został wycofany (WYC/WD) |
| Bez koloru                                                            | Nie przybył (NP/DNA) |
| Bez koloru                                                            | Nie brał udziału w treningach (NT/DNP) |
| Bez koloru                                                            | Nie został zgłoszony (–) |
| Pogrubienie                                                           | Start z pole position |
| Kursywa                                                               | Najszybsze okrążenie wyścigu |
| †                                                                     | Nie ukończył, ale jego rezultat został zaliczony ze względu na przejechanie więcej niż 90% dystansu wyścigu.                              |
| *                                                                     | Sezon w trakcie |
| 1/2/3                                                                 | Punktowana pozycja w sprincie kwalifikacyjnym                                                                                             |
| Lista systemów punktacji Formuły 1                                    | |

| Poz | Nr | Kierowca           | Konstruktor       | Okrążenia | Czas/Powód NU   | Poz. start. | Punkty |
| --- | -- | ------------------ | ----------------- | --------- | --------------- | ----------- | ------ |
| 1   | 7  | Alain Prost        | McLaren-TAG       | 71        | 1:37:21.468     | 1           | 9      |
| 2   | 8  | Niki Lauda         | McLaren-TAG       | 71        | + 10.283        | 6           | 6      |
| 3   | 12 | Nigel Mansell      | Lotus-Renault     | 71        | + 1:19.544      | 12          | 4      |
| 4   | 11 | Elio de Angelis    | Lotus-Renault     | 70        | + 1 okrążenie   | 3           | 3      |
| 5   | 2  | Teo Fabi           | Brabham-BMW       | 70        | + 1 okrążenie   | 10          | 2      |
| 6   | 15 | Patrick Tambay     | Renault           | 70        | + 1 okrążenie   | 5           | 1      |
| 7   | 25 | François Hesnault  | Ligier-Renault    | 69        | + 2 okrążenia   | 20          |        |
| 8   | 6  | Keke Rosberg       | Williams-Honda    | 68        | Brak paliwa     | 7           |        |
| 9   | 10 | Jonathan Palmer    | RAM-Hart          | 67        | + 4 okrążenia   | 22          |        |
| 10  | 9  | Philippe Alliot    | RAM-Hart          | 67        | + 4 okrążenia   | 26          |        |
| 11  | 28 | René Arnoux        | Ferrari           | 66        | Elektronika     | 15          |        |
| 12  | 30 | Jo Gartner         | Osella-Alfa Romeo | 66        | + 5 okrążeń     | 23          |        |
| 13  | 23 | Eddie Cheever      | Alfa Romeo        | 65        | Brak paliwa     | 17          |        |
| DK  | 4  | Stefan Bellof      | Tyrrell-Ford      | 69        | Dyskwalifikacja | 26          |        |
| DK  | 3  | Stefan Johansson   | Tyrrell-Ford      | 69        | Dyskwalifikacja | 25          |        |
| NU  | 18 | Thierry Boutsen    | Arrows-BMW        | 59        | Wypadek         | 11          |        |
| NU  | 21 | Huub Rothengatter  | Spirit-Hart       | 53        | Przepustnica    | 27          |        |
| NU  | 22 | Riccardo Patrese   | Alfa Romeo        | 51        | Silnik          | 11          |        |
| NU  | 26 | Andrea de Cesaris  | Ligier-Renault    | 31        | Silnik          | 14          |        |
| NU  | 5  | Jacques Laffite    | Williams-Honda    | 23        | Silnik          | 8           |        |
| NU  | 16 | Derek Warwick      | Renault           | 23        | Wypadł z toru   | 4           |        |
| NU  | 14 | Manfred Winkelhock | ATS-BMW           | 22        | Wypadł z toru   | 16          |        |
| NU  | 19 | Ayrton Senna       | Toleman-Hart      | 19        | Silnik          | 13          |        |
| NU  | 17 | Marc Surer         | Arrows-BMW        | 17        | Koło            | 19          |        |
| NU  | 1  | Nelson Piquet      | Brabham-BMW       | 10        | Ciśn. oleju     | 2           |        |
| NU  | 24 | Piercarlo Ghinzani | Osella-Alfa Romeo | 8         | Pompa paliwowa  | 21          |        |
| NU  | 27 | Michele Alboreto   | Ferrari           | 7         | Silnik          | 9           |        |